# Уорнърмедия
„Уорнърмедия“ (на английски: WarnerMedia) е мултинационална компания в Ню Йорк, САЩ, която е сред най-големите конгломерати в света в сферата на масовите комуникации и развлекателния бизнес. Тя е трета по приходи сред най-големите компании за телевизия и развлекателни предавания към 2009 година.
През май 2013 г. Time Warner придобива компанията Central European Media Enterprises, собственик в България на „БТВ Медиа Груп“ (телевизиите bTV, bTV Comedy, bTV Cinema, bTV Action, RING.BG и радиата N-Joy, Z-Rock, bTV Radio, Melody, Jazz FM, Classic FM).
На 14 юни 2018 г. се преименува на Уорнърмедия след придобиване от Ей Ти енд Ти.
През 2022 г. Уорнърмедия и Дискавъри се сливат и формират Уорнър Брос Дискавъри.

## История
Образувана е през 1989 г. чрез сливането на Time Inc. и Warner Communications. През 2001 придобива и интернет гиганта AOL, но през 2009 AOL излиза от Time Warner и отново става независим.

## Подразделения на Уорнърмедия
- CNN – телевизия
- Boomerang – телевизия
- HBO – телевизия
- The CW Television Network – телевизия
- Cartoon Network – телевизия
- Time – списание
- Fortune – списание
- Entertainment Weekly – списание
- Turner Broadcasting System (TBS) – телевизионни мрежи
- Warner Bros. – кино
- New Line Cinema – кино
- DC Comics – комикси